# Movimento browniano fracionário
Em teoria das probabilidades, o movimento browniano fracionário (MBF), também chamado de movimento browniano fractal, é uma generalização do movimento browniano. Diferentemente do movimento browniano clássico, os incrementos do MBF não precisam ser independentes. O MBF é um processo gaussiano de tempo contínuo {\displaystyle B_{H}(t)} em {\displaystyle [0,T]}, que começa em zero, tem valor esperado zero para todo {\displaystyle t} em {\displaystyle [0,T]} e possui a seguinte função de covariância:
{\displaystyle E[B_{H}(t)B_{H}(s)]={\tfrac {1}{2}}(|t|^{2H}+|s|^{2H}-|t-s|^{2H}),}
em que {\displaystyle H} é um número real em {\displaystyle (0,1)}, chamado de índice de Hurst ou parâmetro de Hurst, associado com o movimento browniano fracionário. O expoente de Hurst descreve a irregularidade do movimento resultante, sendo que um valor maior leva a um movimento mais suave. Foi introduzido por Benoit Mandelbrot and John W. Van Ness em 1968.
O valor de {\displaystyle H} determina o tipo de processo do MBF:
- Se {\displaystyle H=1/2}, então, o processo é de fato um movimento browniano ou um processo de Wiener;
- Se {\displaystyle H>1/2}, então, os incrementos do processo estão positivamente correlacionados;
- Se {\displaystyle H<1/2}, então, os incrementos do processo são negativamente correlacionados.

O processo do incremento, {\displaystyle X(t)=B_{H}(t+1)-B_{H}(t)}, é conhecido como ruído gaussiano fracionário.
Há também uma generalização do movimento browniano fracionário, o movimento browniano fracionário de n-ésima ordem (MBF-n). O MBF-n é um processo gaussiano, autossimilar, não estacionário cujos incrementos de ordem {\displaystyle n} são estacionários. Para {\displaystyle n=1}, o MBF-n é um MBF clássico.
Assim como o movimento browniano que generaliza, o movimento browniano fracionário recebe este nome em homenagem ao botânico escocês Robert Brown. O ruído gaussiano fracionário recebe este nome em homenagem ao matemático alemão Carl Friedrich Gauss.

## Plano de fundo e definição
Antes da introdução do movimento browniano fracionário, Paul Lévy usou em 1953 a integral fracionária de Riemann–Liouville para definir o processo:
{\displaystyle B_{H}(t)={\frac {1}{\Gamma (H+1/2)}}\int _{0}^{t}(t-s)^{H-1/2}\,dB(s),}
em que a integração é em relação à medida de ruído branco {\displaystyle dB(s)}. Esta integral se revelou inadequada para aplicações do movimento browniano fracionário devido a sua ênfase excessiva na origem.
Em vez disso, a ideia é usar uma integral fracionária de ruído branco diferente para definir o processo, a integral de Weyl:
{\displaystyle B_{H}(t)=B_{H}(0)+{\frac {1}{\Gamma (H+1/2)}}\left\{\int _{-\infty }^{0}\left[(t-s)^{H-1/2}-(-s)^{H-1/2}\right]\,dB(s)+\int _{0}^{t}(t-s)^{H-1/2}\,dB(s)\right\},}
para {\displaystyle t>0} (e, da mesma forma, para {\displaystyle t<0}).
A principal diferença entre o movimento browniano fracionário e o movimento browniano regular é que, enquanto os incrementos no movimento browniano são independentes, o oposto se aplica ao movimento browniano fracionário. Esta dependência significa que, se houver um padrão crescente nos passos anteriores, então, é provável que o passo seguinte também seja crescente (se {\displaystyle H>1/2}).

## Propriedades

### Autossimilaridade
O processo é autossimilar, já que em termos de distribuições de probabilidade:
{\displaystyle B_{H}(at)\sim |a|^{H}B_{H}(t).}
Esta propriedade se deve ao fato de que a função de covariância é homogênea de ordem {\displaystyle 2H} e pode ser considerada uma propriedade fractal. O movimento browniano fracionário é o único processo gaussiano autossimilar.

### Incrementos estacionários
O movimento browniano fracionário tem incrementos estacionários:
{\displaystyle B_{H}(t)-B_{H}(s)\sim B_{H}(t-s).}

### Dependência de longo intervalo
Para {\displaystyle H>1/2}, o processo exibe dependência de longo intervalo:
{\displaystyle \sum _{n=1}^{\infty }E[B_{H}(1)(B_{H}(n+1)-B_{H}(n))]=\infty .}

### Regularidade
Caminhos amostrais são diferenciáveis em quase lugar nenhum. Entretanto, quase todas as trajetórias são contínuas de Hölder de qualquer ordem estritamente menor que {\displaystyle H}. Para cada trajetória deste tipo, para todo {\displaystyle T>0} e para todo {\displaystyle \varepsilon >0}, existe uma constante {\displaystyle c}, tal que:
{\displaystyle |B_{H}(t)-B_{H}(s)|\leq c|t-s|^{H-\varepsilon },}
para {\displaystyle 0<s,t<T}.

### Dimensão
Com probabilidade 1, o gráfico de {\displaystyle B_{H}(t)} tem tanto dimensão de Hausdorff, como dimensão de caixa igual a {\displaystyle 2-H}.

### Integração
Assim como para o movimento browniano regular, é possível definir integrais estocásticas em relação ao movimento browniano fracionário, comumente chamadas de "integrais estocásticas fracionárias". Em geral, no entanto, diferentemente de integrais em relação ao movimento browniano regular, integrais estocásticas fracionárias não são semimartingales.

### Interpretação do domínio de frequência
Assim como o movimento browniano tem ruído branco filtrado por {\displaystyle s^{-1}} (isto é, integrado), o movimento browniano fracionário tem ruído branco filtrado por {\displaystyle s^{-H-1/2}} (correspondente à integração fracionária).

## Caminhos amostrais
Ocorrências práticas em computador de um MBF podem ser geradas, ainda que sejam apenas uma aproximação finita. Pode-se pensar que os caminhos amostrais mostram pontos amostrais discretos em um processo de MBF. Estas ocorrências são mostradas abaixo, cada uma com 1.000 pontos de um MBF com parâmetro de Hurst 0,75.
| {\displaystyle H=0,75} | {\displaystyle H=0,75} | {\displaystyle H=0,75} |

Ocorrência de três tipos diferentes de MBF são mostradas abaixo, cada uma mostrando 1.000 pontos. A primeira tem parâmetro de Hurst igual a 0,15. A segunda tem parâmetro de Hurst igual a 0,55. A terceira tem parâmetro de Hurst igual a 0,95. Quanto mais alto o parâmetro de Hurst, mais suave será a curva.
| {\displaystyle H=0,15} | {\displaystyle H=0,55} | {\displaystyle H=0,95} |

### Método 1 de simulação
É possível simular caminhos amostrais de um MBF pelo uso de métodos que geram processos gaussianos estacionários com função de covariância conhecida. O método mais simples tem como base o método de decomposição de Cholesky da matriz de covariância, que, em uma grade de tamanho {\displaystyle n}, tem complexidade de ordem {\displaystyle O(n^{3})}. Um método mais complexo, mas computacionalmente mais rápido é o método do encaixe circulante proposto por C. R. Dietrich e G. N. Newsam em 1997.
Suponha que queremos simular os valores do MBF nos tempos {\displaystyle t_{1},...,t_{n}}, usando o método da decomposição de Cholesky.
- Forme a matriz {\displaystyle \Gamma ={\bigl (}R(t_{i},t_{j}),i,j=1,...,n{\bigr )}} em que {\displaystyle R(t,s)=(s^{2H}+t^{2H}-|t-s|^{2H})/2};
- Compute {\displaystyle \Sigma } a matriz da raiz quadrada de {\displaystyle \Gamma }, isto é, {\displaystyle \Sigma ^{2}=\Gamma }. Falando livremente, {\displaystyle \Sigma } é a matriz de "desvio padrão" associada à matriz de variância-covariância {\displaystyle \Gamma };
- Construa um vetor {\displaystyle v} de {\displaystyle n} números obtidos independentemente de acordo com uma distribuição gaussiana padrão;
- Se definirmos {\displaystyle u=\Sigma v}, então, {\displaystyle u} produz um caminho amostral de um MBF.

Para computar {\displaystyle \Sigma }, pode-se usar por exemplo o método de decomposição de Cholesky. Um método alternativo usa os autovalores de {\displaystyle \Gamma }:
- Já que {\displaystyle \Gamma } é uma matriz simétrica e positiva definida, segue-se que todos os autovalores {\displaystyle \lambda _{i}} de {\displaystyle \Gamma } satisfazem {\displaystyle \lambda _{i}\geq 0}, {\displaystyle (i=1,...,n)}.
- Considere {\displaystyle \Lambda } a matriz diagonal dos autovalores, isto é, {\displaystyle \Lambda _{ij}=\lambda _{i}\delta _{ij}}, em que {\displaystyle \delta _{ij}} é o delta de Kronecker. Definimos {\displaystyle \Lambda ^{1/2}} como a matriz diagonal com entradas {\displaystyle \lambda _{i}^{1/2}}, isto é, {\displaystyle \Lambda _{ij}^{1/2}=\lambda _{i}^{1/2}\delta _{ij}}.

Note que o resultado tem valores reais porque {\displaystyle \lambda _{i}\geq 0}
- Considere {\displaystyle v_{i}} um autovalor associado com o autovalor {\displaystyle \lambda _{i}}. Defina {\displaystyle P} como a matriz cuja {\displaystyle i}-ésima coluna é o autovalor {\displaystyle v_{i}}.

Note que, já que os autovalores são linearmente independentes, a matriz{\displaystyle \,P} é inversível.
- Segue-se então que {\displaystyle \Sigma =P\Lambda ^{1/2}P^{-1}}, porque {\displaystyle \Gamma =P\Lambda P^{-1}}.

### Método 2 de simulação
Também se sabe que
{\displaystyle B_{H}(t)=\int _{0}^{t}K_{H}(t,s)dB(s),}
em que {\displaystyle B} é um movimento browniano padrão e
{\displaystyle K_{H}(t,s)={\frac {(t-s)^{H-{\frac {1}{2}}}}{\Gamma (H+{\frac {1}{2}})}}\;_{2}F_{1}\left(H-{\frac {1}{2}};{\frac {1}{2}}-H;H+{\frac {1}{2}};1-{\frac {t}{s}}\right),}
em que {\displaystyle _{2}F_{1}} é a integral hipergeométrica de Euler.
Se quisermos simular um MBF em pontos {\displaystyle 0=t_{0}<t_{1}<...<t_{n}=T}:
- Construa um vetor de {\displaystyle n} números obtidos de acordo com uma distribuição gaussiana padrão;
- Multiplique-o por componentes por {\displaystyle {\sqrt {(T/n)}}} para obter os incrementos de um movimento browniano em {\displaystyle [0,T]}. Denote este vetor por {\displaystyle (\delta B_{1},...,\delta B_{n})};
- Para cada {\displaystyle t_{j}}, compute:

{\displaystyle B_{H}(t_{j})={\frac {n}{T}}\sum _{i=0}^{j-1}\int _{t_{i}}^{t_{i+1}}K_{H}(t_{j},s)ds\delta B_{i}.}
A integral pode ser eficientemente computada pela quadratura gaussiana.